# Al Hendrickson
Al Alton Reynolds Hendrickson, o semplicemente Al Hendrickson (Eastland, 10 maggio 1920 – Coos Bay, 19 luglio 2007), è stato un chitarrista statunitense.
Chitarrista ritmico, non molto appariscente ma dal forte impulso e da un tocco sottile condito da un ottimo senso ritmico.
Attivo professionalmente dalla metà degli anni quaranta, svolse prevalentemente il lavoro di musicista di sessione negli studi di registrazione di Hollywood e anche per importanti artisti jazz o extra jazz: accompagnò infatti frequentemente in tournée Benny Goodman, Woody Herman e Ray Noble.
Occasionalmente anche cantante, grazie all'incoraggiamento di Goodman e Noble, mise in evidenza la sua eccellente vocalità di baritono, lo si può ascoltare nel brano "On a Slow Boat
to China" eseguito con l'orchestra di Benny Goodman nel 1947, canzone dalle vendite milionarie. Nei primi anni cinquanta , il chitarrista , militò anche nelle band di Billy May e in quella di Neal Hefti.
Tra gli altri musicisti con cui Hendrickson collaborò, ricordiamo anche: Ray Conniff, Pete Fountain, Quincy Jones, Nelson Riddle, Henry Mancini, Lalo Schifrin.
Negli ultimi anni svolse attività d'insegnamento musicale (chitarra).